# Felisa Rincón de Gautier
Felisa Rincón de Gautier, auch bekannt als Doña Fela (* 9. Januar 1897 in Ceiba, Puerto Rico; † 16. September 1994 in San Juan, Puerto Rico) war eine puerto-ricanische Politikerin. 1946 wurde sie Bürgermeisterin von San Juan und war damit die erste Frau im  Amt des Bürgermeisters einer amerikanischen Hauptstadt. Sie wurde viermal wiedergewählt und amtierte bis 1969.

## Leben und Werk
Rincón war das älteste von neun Kindern der Lehrerin Rita Marrero Rivera und des Anwalts Enrique Rincón Plumey. Ihr Großvater väterlicherseits, Francisco Rincón Martín, stammte aus Salamanca, Spanien. Sie besuchte die Schule in Fajardo, Humacao und Santurce und im Sommer lernte sie bei ihrem Onkel in San Lorenzo die Herstellung von Medikamenten. Als sie 12 Jahre alt, war starb ihre Mutter; sie führte dann den Haushalt und zog ihre jüngeren Geschwister groß.
Als talentierte Näherin gründete sie eine Bekleidungsfabrik, um in Puerto Rico Arbeitsplätze zu schaffen. Während der Weltwirtschaftskrise arbeitete sie für zwei Jahre in New York City, wo sie bei Verwandten lebte. Nach ihrer Rückkehr nach San Juan eröffnete sie ein Bekleidungsgeschäft und leitete auch einen Blumenladen.
1932 schloss sich Rincón der Partido Liberal de Puerto Rico an, der auch ihr Vater angehörte. Sie engagierte sich unter anderem erfolgreich für das Frauenwahlrecht, das in Puerto Rico 1932 in beschränkter Form und 1935 allgemein errungen wurde. Sie war die fünfte Frau, die sich als Wählerin registrieren ließ. Der Parteivorsitzende Antonio Rafael Barceló berief sie zur offiziellen Repräsentantin der Partei und später ins Exekutivkomitee.
Zu dieser Zeit lernte sie Luis Muñoz Marín kennen und gründete mit ihm 1938 den Partido Popular Democrático (PPD). Muñoz Marín ernannte sie 1940 zur Präsidentin des San-Juan-Komitees des PPD und ermutigte sie, 1944 für das Bürgermeisteramt von San Juan zu kandidieren.
1940 heiratete sie den Anwalt und damaligen Generalsekretär des PPD, Jenaro A. Gautier.

## Politische Karriere
1946 wurde sie als Nachfolgerin von Roberto Sánchez Vilella zur Bürgermeisterin von San Juan gewählt und amtierte bis 1969. Sie gründete die ersten Vorschulzentren Las Escuelas Maternales mit dem Ziel, Müttern die Arbeit außer Haus zu ermöglichen. Diese Zentren wurden später zum Vorbild für die Head-Start-Programme in den Vereinigten Staaten. Sie reformierte das öffentliche Gesundheitssystem und war verantwortlich für die Einrichtung der School of Medicine in San Juan.
Rincón arbeitete mit dem Archäologen Ricardo Alegría zusammen, um die historischen Strukturen der Altstadt von San Juan zu restaurieren und zu erhalten. Während des Kalten Krieges ordnete sie 1951 die Einrichtung des ersten Zivilschutzsystems der Insel an, das dann unter der Leitung von Oberst Gilberto José Marxuach stand. Sie initiierte diagnostische Gesundheitskliniken in verschiedenen Stadtvierteln, um die ambulanten Dienste zu verbessern, und veranlasste die Renovierung des Städtischen Krankenhauses. Dieses wurde 1950 auch als erstes auf der Insel von der American Hospital Association akkreditiert, was dann den Weg zur Gründung der School of Medicine ebnete. Sie gründete die ersten städtischen Zentren für Altenpflege und das erste Rechtsberatungszentrum für Menschen mit begrenzten Mitteln. 1959 wurde San Juan mit dem All American City Award ausgezeichnet.
Nach ihrer Pensionierung war sie als Goodwill ambassador für vier US-Präsidenten in Lateinamerika, Asien und Europa tätig. Als sie 1994 im Alter von 97 Jahren in San Juan starb, nahmen Würdenträger aus aller Welt an ihrer Trauerfeier teil und sie wurde mit den Ehren eines Staatsoberhaupts auf dem städtischen Friedhof der Hauptstadt in Río Piedras beigesetzt.

## Ehrungen
Sie wurde von Frankreich mit der Medaille der Jeanne d’Arc, von Ecuador mit der Goldenen Ehrenmedaille, von Spanien mit der Goldenen Ehrenmedaille, der Don Quixote Medaille und dem Orden de Isabel la Católica ausgezeichnet. Eleanor Roosevelt überreichte ihr 1961 den Hebrew Philanthropic Award und 1953 erhielt sie die Auszeichnung Frau des Jahres der League of American Women.
Sowohl in Puerto Rico als auch in den Vereinigten Staaten wurden zahlreiche öffentliche Gebäude und Alleen nach Rincón de Gautier benannt. Es gibt ein Felisa Rincón de Gautier Museum  und ein Parkhaus mit dem Namen Doña Fela in San Juan. In New York City sind sowohl das Felisa Rincón de Gautier Institute for Law & Public Policy in der Bronx als auch die School of Technology PS 376 in Brooklyn nach ihr benannt.
Am 29. Mai 2014 ehrte die gesetzgebende Versammlung von Puerto Rico Rincón und elf andere Frauen mit Plaketten auf dem Plaza en Honor a la Mujer Puertorriqueña (Platz zu Ehren der puerto-ricanischen Frauen) in San Juan. 2017 wurde der Felisa Rincón de Gautier Distinguished Woman Award von der Puerto Rican Arts Alliance eingerichtet.